# (6566) Shafter
(6566) Shafter est un astéroïde de la ceinture principale.

## Description
(6566) Shafter est un astéroïde de la ceinture principale. Il fut découvert le 25 octobre 1992 à Oohira par Takeshi Urata. Il présente une orbite caractérisée par un demi-grand axe de 2,28 UA, une excentricité de 0,17 et une inclinaison de 3,9° par rapport à l'écliptique.

## Compléments